# Куп СФР Југославије у рагбију 1988.
Куп СФР Југославије у рагбију 1988. је било 29. издање Купа комунистичке Југославије у рагбију. Играло се по правилима рагбија 15. 
Трофеј је освојио Челик.
| Освајач купа Југославије у рагбију 1988. |
| ---------------------------------------- |
| Рагби клуб Челик 4. трофеј               |